# Ліза Енн Джаквін
Ліза Енн Джаквін (англ. Lisa Ann Jacquin, 22 лютого 1962) — американська вершниця.
Срібна призерка Олімпійських Ігор 1988 року в командному конкурі, учасниця 1992 року.
Срібна призерка Панамериканських ігор 1987 року в командному конкурі.